# パイパー PA-18
PA-18 スーパーカブ
PA-18-150 スーパーカブ150
- 用途：軽飛行機
- 製造者：パイパー・エアクラフト
- 初飛行：1949年
- 生産数：10,216機

パイパー PA-18 スーパーカブ（Piper PA-18 Super Cub）は、パイパー・エアクラフトが開発したプロペラ軽飛行機。

## 概要
1937年にパイパー社が売り出した軽飛行機J-3 カブは、軍民合わせておよそ20,000機が生産されるベストセラー機となり、当時の軽飛行機の代名詞にもなった。その改良型であるPA-11 カブ・スペシャルに続き1949年に登場したのが、PA-18 スーパーカブである。
基本的な機体構成は、高翼配置の主翼に尾輪式の降着装置という従来のカブシリーズと同様のものだが、強化された機体フレーム、2個の主翼内燃料タンク、拡大された尾翼などが採用されていた。エンジンは95馬力から150馬力の間のさまざまなエンジンが搭載され、改良により優れた短距離離着陸性能を持つ扱いやすい軽飛行機へと進化していった。
スーパーカブは鋼管骨組みに羽布張りという旧式構造の機体だったが、それ故全金属製のセスナ機よりも遥かに安価であり、民間はもちろん各国の軍隊にも練習機や連絡機として採用され、またしてもベストセラー機となった。1981年に生産が終了するとパイパー社の販売代理店であるWTA社へ本機に関するあらゆる権利を譲渡したが、パイパー社は1988年に生産を再開し、1991年に会社が破産宣告を受けるまで小数を生産していた。総生産数はおよそ10,216機で、今日でも練習機やグライダー曳航機として人気を博している。

## 派生型
PA-18 スーパーカブ
コンチネンタル製C-90-8Fエンジン（95 hp）搭載。PA-18-95 スーパーカブ95とも呼ばれる。
PA-18-105 スーパーカブ105
ライカミング製O-235-C1エンジン（105 hp）搭載。主翼フラップとバランス型昇降舵を装備。
PA-18-125 スーパーカブ125
ライカミング製O-290-D エンジン（125 hp）搭載。
PA-18-135 スーパーカブ135
ライカミング製O-290-D2 エンジン（135 hp）搭載。
PA-18-150 スーパーカブ150
ライカミング製O-320 エンジン（150 hp）搭載。
PA-18A
農業機型。胴体下に液剤散布用のスプレーバーか粒剤散布装置を備える。
L-18C
アメリカ陸軍向けの最初の軍用型。PA-18-95相当。
L-21A
PA-18-125相当の軍用型。
L-21B
PA-18-135相当の軍用型。後にU-7Aへ改称。

## 採用国（軍用）

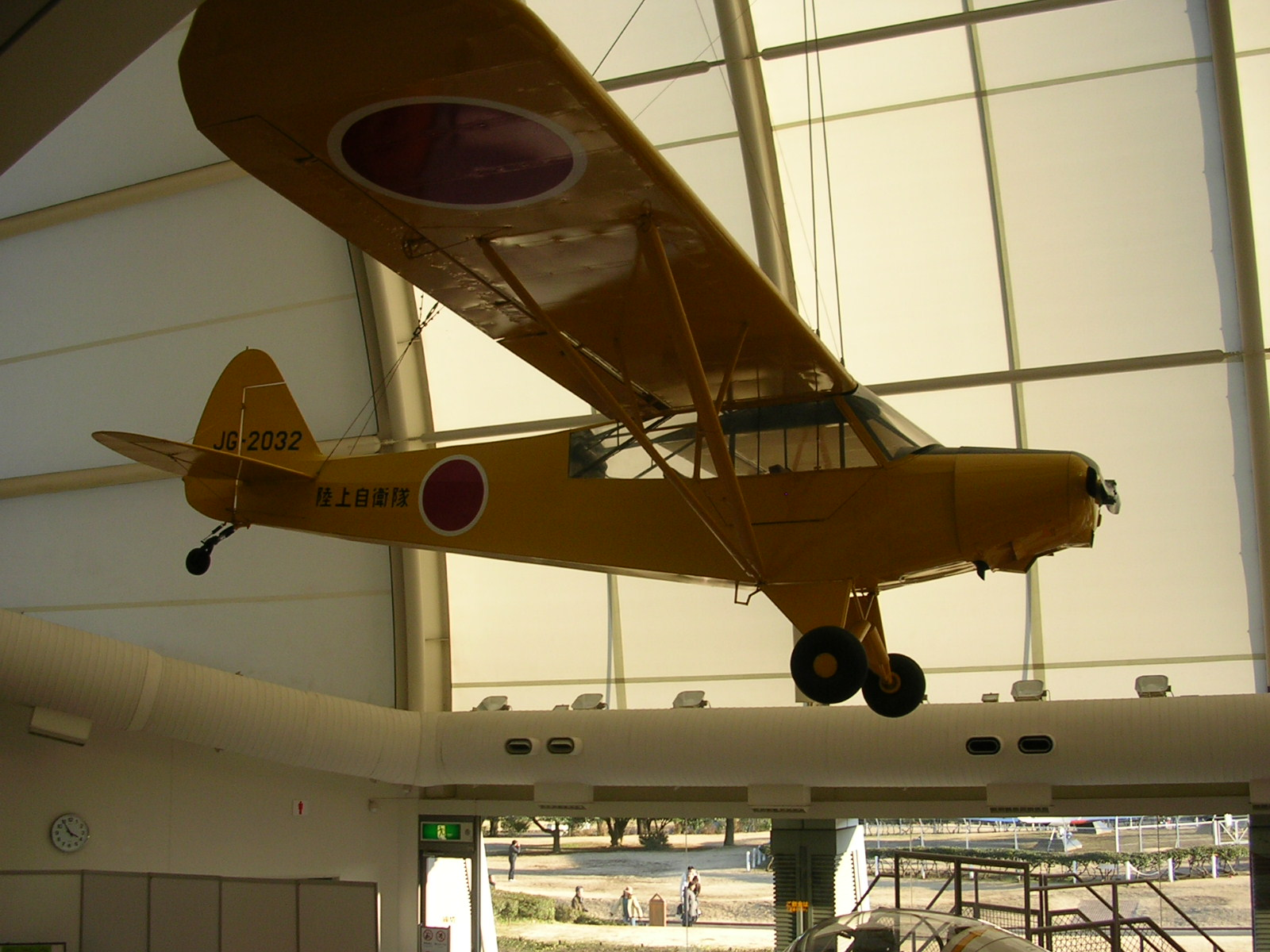
所沢航空発祥記念館にて展示されているL-21B

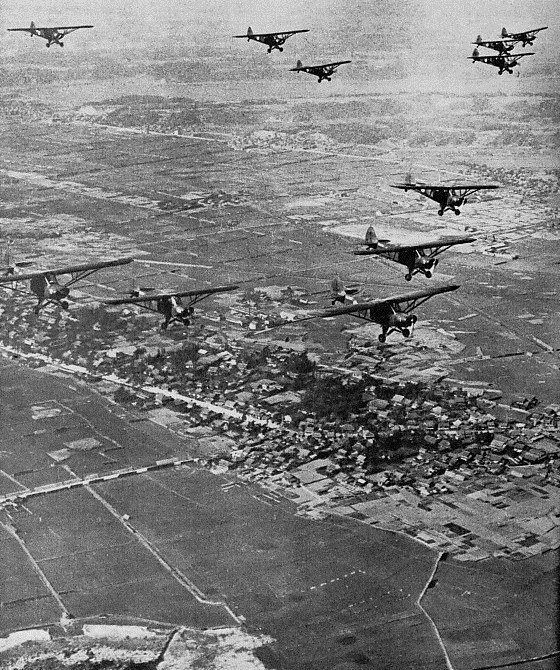
編隊を組む保安隊のL-21（1954年2月）

オーストリア
 ベルギー
 ドイツ
 イラン
 イタリア
 イスラエル
第一次中東戦争が終結した1949年頃から1960年代にかけて、最大で100機程度を第100飛行隊で運用した。1960年代にセスナ 185 スカイワゴン、セスナ 206C スーパースカイワゴンが導入されると、PA-18はイスラエル空軍航空学校の初等練習機に転換された。その後練習機として長く運用が続けられたが、2002年頃よりグロプ G 120Aに更新された。
 カタンガ
 オランダ
 ニカラグア
 ノルウェー
 ポルトガル
 スウェーデン
 トルコ
 ウガンダ
 ウルグアイ
 アメリカ合衆国
 日本
1953年に保安隊へ62機のL-21Bが供与され、パイロット養成に用いられた。翌年に陸上自衛隊が発足すると主として方面航空隊に配備され、訓練・連絡用として1965年頃まで使用されていた。

## 諸元（PA-18-150）
- 全長：6.88 m
- 全幅：10.73 m
- 全高：2.04 m
- 翼面積：16.58 m2
- 空虚重量：446 kg
- 最大離陸重量：794 kg

Piper PA-18 Super Cub

- エンジン：アブコ・ライカミング O-320 水平4気筒ピストンエンジン（150hp） × 1
- 最大速度：209 km/h=M0.17
- 実用上昇限度：5,790 m
- 航続距離：740 km（最大ペイロード時）
- 乗員：2名